# Garrett F109
Le Garrett F109 (désignation de la compagnie TFE109) était un petit turbofan, développé pour l'avion d'entraînement Fairchild T-46 par la société américaine Garrett AiResearch. Après l'abandon du programme T-46 en 1986 (après la production de seulement trois exemplaires de l'avion), le développement ultérieur du moteur fut également stoppé, ainsi que celui de sa version civile TFE109.

## Développement
Conçu sous la supervision du directeur de programme Robert Wells, Le moteur fut démarré pour la première fois en décembre 1983, et une première série de 14 moteurs devait être livrée pour soutenir le développement du T-46, le programme de développement du moteur ayant un coût de 121 millions de dollars. Un premier lot de six moteurs fut livré, et le premier vol de l'un des deux prototypes du T-46 fut effectué en octobre 1986. À ce moment-là, le F109 avait déjà effectué plus de 5 000 heures de tests sur banc, et il fut le premier moteur à avoir subi des tests en accéléré avant son premier vol.
Le F109 fut également le premier moteur à être développé sous le programme de Engine Structural Integrity Programme (EnSIP) de l’US Air Force, qui visait à produire des moteurs plus endurants et plus tolérants aux dommages. Selon Wells, l'EnSIP demandait au concepteur du moteur d'assumer l'existence de la moindre faiblesse des composants vitaux du moteur qui pourrait affecter sa fiabilité générale, et forçait ainsi le constructeur à les détecter et à les corriger. Les composants critiques devaient ainsi pouvoir tenir deux fois plus longtemps que la durée d'utilisation normalement prévue entre deux interventions de maintenance majeure, au cas où une faiblesse de conception n'aurait pas été détectée par les concepteurs. L'EnSIP devait en fait permettre au moteur de survivre, même si des défauts n'avaient pas été détectés.
L'EnSIP ne s'arrêtait pas là, et il était prévu qu'un suivi méticuleux soit effectué sur un long terme afin de déterminer l'utilité des choix techniques effectués pour la longévité du moteur. Il était prévu que, tous les dix exemplaires produits du T-46, un avion soit doté d'un système de surveillance enregistrant les paramètres de fonctionnement du moteur, en parallèle avec le FADEC du moteur, qui enregistrerait également certains paramètres pour mesurer la détérioration du moteur dans le temps. D'après Wells, le moteur était prévu pour correspondre à la longévité de la structure du T-46, avec une durée de vie de 9 000 heures pour le cœur du moteur, et 18 000 heures pour sa section froide.
Le programme de qualification du F109 devait se dérouler en quatre phases principales, avec une entrée en service prévue pour l'année 1988. Garrett reçut un premier contrat de production de 25 moteurs à la mi-1985. En raison de problèmes de gestion chez Fairchild à cette époque, il était prévu que si le T-46 prenait du retard, l'US Air Force se tournerait vers un autre programme d'avion d'entraînement. Dans cette éventualité, Garrett effectua une étude complète sur la remotorisation des Cessna T-37 Tweet existants.
Le développement du moteur fut arrêté en 1986, à la suite de l'abandon du programme du T-46.

## Caractéristiques
Moteur de petite taille et assez léger, le F109 est de conception double corps : le corps basse-pression, qui dévie une partie des gaz autour du moteur, et le corps haute-pression, aussi désigné « cœur » du moteur, car c'est lui qui assure la combustion du mélange air/carburant et entretient le fonctionnement du moteur.
Le compresseur est doté d'un étage de soufflante (corps BP) et de deux étages de centrifuges (corps HP). Ces deux corps tournent en sens inverse. La turbine à deux étages qui entraîne la soufflante tourne dans le sens horaire, tandis que la turbine mono-étage qui entraîne les deux étages de compresseur haute-pression tourne dans le sens anti-horaire.
Le taux de dilution est de 5 pour 1, et le poids est inférieur à 200 kg.

## Applications
- Fairchild T-46 : F109-GA-100
- Promavia Jet Squalus (en) : TFE109-1